# Kowloon Motor Bus Football Club
El Kowloon Motor Bus FC fue un equipo de fútbol de Hong Kong que alguna vez jugó en la Primera División de Hong Kong, la liga de fútbol más importante del país.

## Historia
Fue fundado en 1947 en la capital Victoria y su propietario era la Kowloon Motor Bus Company, empresa dedicada al negocio de los autobuses en el país.
Se unieron a la Primera División de Hong Kong en la temporada 1947/48, en la que se ubicaron en la 3.ª posición en su primera temporada. En los siguientes tres torneos obtuvieron 3 subcampeonatos, convirtiéndose en un equipo protagonista en la liga, y en la temporada 1953/54 obtuvieron su primer campeonato de la máxima categoría.
En los siguientes años el club estuvo peleando en los primeros lugares de la tabla, pero solo obtuvieron dos subcampeonatos más hasta la temporada 1966/67, en la que volvieron a ganar el título de liga.
En la temporada 1970/71 el club descendió a la segunda división, aunque salvó la categoría tras el retiro del Jardine SA, quien abandonó la liga como subcampeón, pero el descenso se concretó en la temporada 1972/73 tras quedar de últimos entre 14 equipos.
En la temporada 1975/76 retornaron a la máxima categoría como campeones de la Segunda División de Hong Kong, pero su temporada de retorno fue tan desastrosa que solo sumaron 5 puntos en todo el torneo en 22 partidos sin ganar un solo juego. El club desapareció al final de la temporada 1980/81 mientras jugaba en la Segunda División de Hong Kong.
A nivel internacional participó en un torneo continental, en la Copa de Clubes de Asia 1969, en la que fueron eliminados en la primera ronda tras quedar de últimos entre 5 equipos en el grupo.

## Palmarés
- Primera División de Hong Kong: 2

1953/54, 1966/67
- - Subcampeón: 5

1948/49, 1949/50, 1950/51, 1957/58, 1958/59
- Segunda División de Hong Kong: 1

1975/76
- Hong Kong Senior Challenge Shield: 1

1950/51
- - Finalista: 4

1953/54, 1956/57, 1957/58, 1963/64

## Participación en competiciones de la AFC
| Temporada | Torneo                 | Ronda          | Club                | Marcador | Resultado |
| --------- | ---------------------- | -------------- | ------------------- | -------- | --------- |
| 1969      | Copa de Clubes de Asia | Fase de grupos | Perak FA            | 2-6      | 4.º lugar |
| 1969      | Copa de Clubes de Asia | Fase de grupos | Maccabi Tel Aviv FC | 0-5      | 4.º lugar |
| 1969      | Copa de Clubes de Asia | Fase de grupos | Toyo Kogyo          | 0-1      | 4.º lugar |
| 1969      | Copa de Clubes de Asia | Fase de grupos | Persépolis FC       | 0-4      | 4.º lugar |

## Rivalidades
El Kowloon tuvo como principal rival al South China AA, la cual era muy reñida entre los años 1950s y 1960s, siendo una de las mayores rivalidades del fútbol de Hong Kong en la historia del país.